# Par i brott (TV-serie)
Par i brott (engelska: Moonlighting) är en amerikansk tv-serie från 1985–1989, med Cybill Shepherd och Bruce Willis i huvudrollerna. I Sverige började den sändas 1987.

## Handling
Serien handlade om detektivbyrån Blue Moon Investigations som ägs av den före detta fotomodellen Madelyn ’Maddie’ Hayes. Hon har blivit rik genom reklam för hårschampot Blue Moon. Men hennes rådgivare har inte lyckats placera pengarna väl utan hon har förlorat nästan allt. Det enda hon har kvar är byrån som drivs med förlust av den självsäkre David Addison.

## Historik
Sveriges Television sände endast 14 avsnitt på måndagar i TV2 med början 31 augusti 1987. Därefter blev det inga mer avsnitt, SVT ansåg att serien endast hade haft en måttlig framgång i Sverige och enligt publikmätningar sågs serien av 20 procent av tittarna. I USA sändes serien av ABC 3 mars 1985–14 maj 1989. SVT sände dock till sist alla avsnitt ända till seriens slut, eftersom serien ändå visade sig ha blivit populär och även musiken sålde bra på skiva.
SVT repriserade serien i dess helhet 2003–2004.
Serien blev den då 30-årige Bruce Willis stora genombrott. Han arbetade som bartender när han sökte rollen och fick den. Maddie Hayes spelades av Cybill Shepherd som själv var tidigare modell.

## Avsnitt som ursprungligen visats i SVT
Resterande avsnitt sändes under kommande år, även då av SVT.
- 31 augusti 1987 – del 1. Pilotavsnitt

Maddie Hayes vill helst av allt slänga ut David så hon kan sälja byrån men han vill istället att de ska bli kompanjoner. Plötsligt är de inblandade i en jakt på stulna diamanter.
- 7 september 1987 – del 2. Äpplet faller inte långt från trädet (Gunfight at the So-So Corral)

Nog verkar det ofarligt att ta sig an ett fall där det gäller att hjälpa en gammal man att hitta sin son.
- 14 september 1987 – del 3. Drama i etern (The Next Murder You Hear)

Det blir en chock för många när en populär nattradiopratare skjuts mitt i direktsändning. Mot sin vilja går Maddie med på Davids förslag att undersöka fallet.
- 21 september 1987 – del 4. När dikten överträffar verkligheten (Next Stop Murder)

Helt oväntat befinner sig Maddie och David ombord på ett tåg där tidningen Mystiska mord arrangerat en tävling. Leken blir blodigt allvar när en mördare blandar sig i leken.
- 28 september 1987 – del 5. Slutlikvid (The Murder’s in the Mail)

Mot Maddies vilja går David med på att arbeta som mellanhand när det gäller inkasseringar åt ett internationellt företag.
- 5 oktober 1987 – del 6. Ett stänk av svartsjuka (Brother, Can You Spare a Blonde?)

Efter några års tystnad kommer Davids bror Richard till stan. Både hans besök och hans nyförvärvade förmögenhet är en gåta för den misstänksamme David.
- 12 oktober 1987 – del 7. Damen i mask (The Lady in the Iron Mask)

En kvinna med vanställt ansikte ber om hjälp att hitta den man som orsakade hennes lidande.
- 19 oktober 1987 – del 8. Högt spel (Money Talks – Maddie Walks)

Maddie får veta att mannen som lurade av henne förmögenheten nu driver ett kasino i Buenos Aires. Inget kan hindra henne från att åka dit och vinna tillbaka det hon förlorat.
- 26 oktober 1987 – del 9. En dröm i svart och vitt (The Dream Sequence Always Rings Twice)

Misstanke om äktenskapsbrott leder Maddie och David till den nedslitna nattklubben Flemington Cove. Där får de höra talas om ett ouppklarat mord från 1940-talet. En vokalist och en musiker anklagades båda för mordet på ägaren till klubben. Men vem var den skyldige?
- 2 november 1987 – del 10. Familjeföretaget

Byrån har åtagit sig att svara för säkerheten hos ett vapenföretag. Ett sabotage ödelägger presentationen av ett nytt vapen.
- 9 november 1987 – del 11. Vådan av att ändra sin profil (My Fair David)

Maddie slår vad med David om att han inte kan ändra sin livsstil och under en vecka uppträda med den värdighet som anstår chefen för ett företag. Uppdraget att hitta en kidnappad konsertpianist kommer då lämpligt.
- 16 november 1987 – del 12. Krukan i guld (Somewhere Under the Rainbow)

En ung irländska som påstår att hon är en älva söker skydd hos byrån. Hon säger att hon förföljs av en man som är ute efter en nedgrävd skatt.
- 23 november 1987 – del 13. Tavlan (Portrait of Maddie)

Maddie blir ombedd att identifiera en konstnär som dog i samma stund han avslutat ett porträtt av henne. Men Maddie har aldrig träffat mannen och kan inte förstå varför han målade henne.
- 30 november 1987 – del 14. Minnen väcks till liv (Knowing Her)

En före detta flickvän till David ber om hjälp att finna ett stulet smycke. Men detta är bara upptakten till vad som är ett mordförsök.